# 安娜·卡列尼娜 (角色)
安娜·阿爾卡季耶芙娜·卡列尼娜（俄语：Анна Аркадьевна Каренина）是列夫·托爾斯泰小說《安娜·卡列尼娜》的主角。葛丽泰·嘉宝、费雯·丽和綺拉·奈特莉等人都曾飾演過此一角色。

## 角色
安娜·卡列尼娜，俄羅斯帝國貴族婦女，其丈夫亞歷山大·卡列寧伯爵是一名頗受尊重的貴族、高官。
小說開始時，安娜來到聖彼得堡調解兄長與嫂子的糾紛，因此結識陸軍軍官佛倫斯基，與之陷入熱戀。卡列寧對妻子先是痛恨不已，後來一度原諒。安娜因難產瀕死，並得到丈夫默許，隨佛倫斯基出走義大利。兩人回到俄國之後，安娜卻飽受親友排斥，只好與佛倫斯基搬到鄉間居住，可惜兩人嫌隙日多。絕望之下，安娜最終跳下車站月台自殺。

## 創作原型
1870年，托爾斯泰計劃撰寫一部小說，以陷入婚外情的上流社會婦女為主題。
1872年1月，一名女子安娜·斯捷潘諾夫娜·彼羅戈娃臥軌自盡。她本來與托爾斯泰的鄰居比比可夫同居，但比比可夫移情別戀，她於是憤而自殺。托爾斯泰因此將小說主人公命名安娜。
安娜·卡列尼娜的美貌，以亞歷山大·普希金的長女瑪麗亞·亞歷山大羅芙娜·普希金娜為原型。托爾斯泰曾經在A·A·圖魯比弗將軍的家中遇見瑪麗亞，對其美貌印象深刻。

## 演員
- 1935年電影《安娜·卡列尼娜（英语：Anna Karenina (1935 film)）》，由葛丽泰·嘉宝飾演[7]。
- 1948年電影《春殘夢斷》，由费雯·丽飾演[7]。
- 1997年電影《安娜·卡列尼娜》，由蘇菲·瑪索飾演[7]。
- 2000年電視劇《安娜·卡列尼娜（英语：Anna Karenina (2000 miniseries)）》，由海倫·邁柯瑞飾演[7]。
- 2009年電影《安娜·卡列尼娜（俄语：Анна Каренина (фильм, 2009)）》，由塔雅娜·德鲁比奇（英语：Tatyana Drubich）飾演[7]。
- 2012年電影《安娜·卡列妮娜》，由綺拉·奈特莉飾演[7]。